# Dularcha-Nationalpark
Der Dularcha-Nationalpark (engl.: Dularcha National Park) ist ein Nationalpark im Südosten des australischen Bundesstaates Queensland.
Im Park befindet sich ein ehemaliger Eisenbahntunnel, in dem sich Fledermäuse angesiedelt haben.

## Lage
Er liegt 78 Kilometer nördlich von Brisbane und 2 Kilometer nördlich von Landsborough.

## Flora
Im Park gibt es Eukalyptus- und Auwald mit Flooded-Gum-Eukalyptus (Eucalyptus grandis) und Cabbage Tree Palms (Livistona australis).

## Tunnel
Kernstück des Parks ist ein 93,5 Meter langer, in einer Kurve gelegener Eisenbahntunnel zwischen den Stationen Landsborough im Süden und Mooloolah im Norden. Er wurde 1891 gebaut und diente der Old North Coast Line zwischen Braibane und Gympie. Inzwischen haben sich dort Fledermäuse, Motten und andere Höhlentiere angesiedelt.

## Einrichtungen und Zugang
Es gibt etliche Wanderwege, die begangen oder mit Fahrrädern befahren werden können, einer davon auch durch den Tunnel. Zelt- und Picknickplätze sind nicht vorhanden.
Der Nationalpark ist zu Fuß von den Eisenbahnstationen Landsborough oder Mooloolah zu erreichen. Beide Orte liegen etwa 10 Kilometer westlich des Bruce Highway, etwa 30 Kilometer nördlich von Caboolture.